# Tiptonville
Tiptonville település az Amerikai Egyesült Államok Tennessee államában, Lake megyében, melynek megyeszékhelye is. Lakosainak száma 3976 fő (2020. április 1.).

## Népesség
A település népességének változása:

| 2010 | 4 464 |
| 2020 | 3 976 |